# Ботаев, Заур Амалудинович
Зау́р Амалуди́нович Бота́ев (Бата́ев) (6 мая 1979 года, Хасавюрт, Дагестанская АССР, РСФСР, СССР) — российский борец вольного стиля, чемпион Европы (2002), призёр чемпионата мира (2002), многократный призёр чемпионатов России, чемпион мира среди военнослужащих, Заслуженный мастер спорта России.
Чеченец.
Выпускник Красноярского педагогического университета. Первый тренер — Иса Хожиков. Член сборной команды страны с 1998 года. Оставил большой спорт в 2007 году.

## Спортивные результаты
- Чемпион мира 1994 года среди юношей в г. Франкфорт (США);
- Чемпион мира 1998 года среди юниоров в Лас-Вегасе (США);
- Чемпион Европы 1998 года среди юниоров в Радовише (Македония);
- Чемпион Европы 1999 года среди юниоров в Риге;
- 8-е место на чемпионате мира 1999 года среди юниоров в Сиднее;
- Чемпион мира 2001 года среди военнослужащих в г. Сплит (Хорватия);
- Бронзовый призёр чемпионата мира 2002 года в Тегеране;
- Чемпион Европы 2002 года в Баку;
- 4-е место на чемпионате Европы 2003 года в Риге;
- 5-е место в Кубке мира 2007 года в Красноярске;

### Чемпионаты России
- Чемпионат России по вольной борьбе 2002 — ;
- Чемпионат России по вольной борьбе 2003 — ;
- Чемпионат России по вольной борьбе 2004 — ;
- Чемпионат России по вольной борьбе 2005 — ;
- Чемпионат России по вольной борьбе 2006 — ;
- Чемпионат России по вольной борьбе 2007 — ;